# کونیتوپی (ناحیه پراگ-شرق)
کونیتوپی (به چکی: Konětopy) یک منطقهٔ مسکونی در جمهوری چک است که در ناحیه پراگ-شرق واقع شده‌است. کونیتوپی ۳٫۰۲ کیلومتر مربع مساحت و ۲۹۴ نفر جمعیت دارد و ۱۸۴ متر بالاتر از سطح دریا واقع شده‌است.